# Nagalândia
Nagalândia (Nagaland) é um dos estados da Índia. Foi estabelecido como estado no dia 1 de Dezembro de 1963. Faz fronteira com o estado de Assão ao oeste, a Birmânia ao leste, Arunachal Pradexe ao norte e com Manipur ao sul. Sua capital é Kohima e a sua população é de aproximadamente dois milhões de habitantes.
O estado passou por insurgências, bem como por um conflito interétnico, desde os anos 1950. A violência e a insegurança limitaram o desenvolvimento econômico do estado durante o século XX..

## Geografia
Nagalândia é em grande parte um estado montanhoso. Rios como o Doyang e Diphu ao norte, o rio Barak no sudoeste, cortam todo o estado tendo 20% da área total do estado coberta por floresta, um refúgio para a flora e a fauna. As florestas tropicais e subtropicais perenes são encontradas em vales ao longo do estado.

## Economia
A agricultura é a atividade econômica mais importante, cobrindo mais de 70% da economia do estado. Outras atividades econômicas significativas incluem silvicultura, turismo e outras atividades industriais.
As plantações como café e cardamomo são cultivadas em áreas acidentadas em pequenas quantidades. A maioria dos agricultores cultiva o arroz com cerca de 80% da área cultivada. As sementes oleaginosas são outra cultura utilizadas.